# Xianyang
Xianyang är en stad på prefekturnivå i Shaanxi-provinsen i Folkrepubliken Kina. Den ligger omkring 70 kilometer nordväst om provinshuvudstaden Xi'an.

## Historia
Xianyang var huvudstad i den kortlivade Qindynastin och ett stort antal arkeologiska fynd har gjorts i staden och dess närhet.

## Administrativ indelning
Xianyang indelas i tre stadsdistrikt, en satellitstad på häradsnivå och tio härad:
- Stadsdistriktet Qindu – 秦都区 Qíndū Qū ;
- Stadsdistriktet Weicheng – 渭城区 Wèichéng qū ;
- Stadsdistriktet Yangling – 杨陵区 Yánglíng Qū:
- Staden Xingping – 兴平市 Xīngpíng shì ;
- Häradet Sanyuan – 三原县 Sānyuán xiàn ;
- Häradet Jingyang – 泾阳县 Jīngyáng xiàn ;
- Häradet Qian - 乾县 Qián xiàn ;
- Häradet Liquan – 礼泉县 Lǐquán xiàn ;
- Häradet Yongshou – 永寿县 Yǒngshòu xiàn ;
- Häradet Bin – 彬县 Bīn xiàn ;
- Häradet Changwu – 长武县 Chángwǔ xiàn ;
- Häradet Xunyi – 旬邑县 Xúnyì xiàn ;
- Häradet Chunhua – 淳化县 Chúnhuà Xiàn ;
- Häradet Wugong – 武功县 Wǔgōng xiàn.

I stadsdistriktet Yangling – 杨陵区 Yánglíng Qū,ingår sedan 1997 ett "utställningsområde för ekonomisk och teknisk utveckling" som är direkt underställt provinsregeringen.

## Klimat
Genomsnittlig årsnederbörd är 643 millimeter. Den regnigaste månaden är september, med i genomsnitt 150 mm nederbörd, och den torraste är december, med 1 mm nederbörd.